# Clifford Charles Townsend
Prof. Dr. Clifford Charles Townsend (1926-2018) es un profesor, botánico, y briólogo inglés, que desarrolla sus actividades académicas como "oficial científico principal", en el Royal Botanic Gardens, Kew, Inglaterra.

## Algunas publicaciones
- charles edward Hubbard, David richard Hunt, clifford charles Townsend. 1963. List of plants (175) seen on East Walton Common, 26.8.1963. 6 pp.

### Libros
- Townsend, CC; E Guest, SA Omar. 1980. Flora of Iraq, vol. 4, parte 1.

## Honores
Fue elegido como miembro de la Royal Society.
- La abreviatura «C.C.Towns.» se emplea para indicar a Clifford Charles Townsend como autoridad en la descripción y clasificación científica de los vegetales.[1]